# Кинотеатры Симферополя

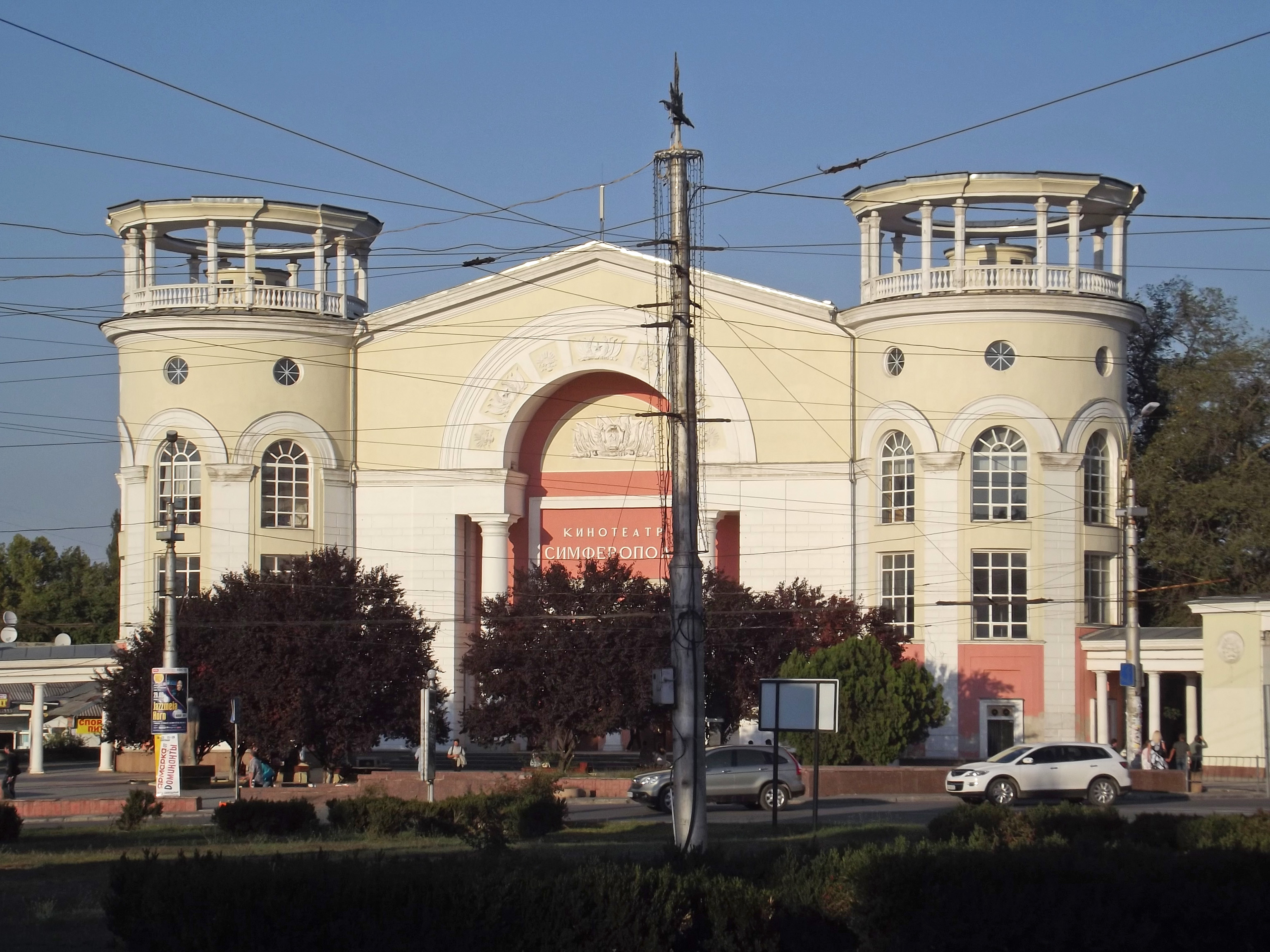

В настоящее время[какое?] в г. Симферополе действуют 4 кинотеатра.

## Действующие
- Спартак (открыт под названием Лотос) — ул. Пушкина, 9.
- Шевченко (открыт под названием «Баян», переименовывался «Звезда революции», «Большевик») — ул. Горького, 5.
- Космос — ул. Гагарина, 2а. Зрительный зал на 268 человек.
- Мультиплекс — Евпаторийское шоссе, 8.

## Закрытые
- Трианон (переименовывался Метрополь) — открыт в 1913 году на месте нынешнего торгового центра «Таир» (ул. Карла Маркса, 1).

- Ампир (неоднократно переименовывался: с 1929 г. — Прожектор, с 1931 г. — «Культфильм», «Юнгштурм», с 1957 г. — «Пионер», с 1965 г. — «Алые паруса») — открыт в 1910 г.[1]

- Родина — находился на улице Крылова (здание сохранилось до наших дней).

- Смена — находился на территории Детского парка, открыт в августе 1958 года.

- Маяк — открыт 28 октября 1958 года в районе симферопольского водохранилища (в настоящее время остановка троллейбуса «Студгородок»).

- Звезда — 29 октября 1958 года открыт на феодосийском шоссе (теперь это Проспект Победы).

- Спутник — находился на улице Севастопольской, здание сохранилось до наших дней.

- Мир — находился на улице Киевской, открыт 30 мая 1964 года. Здание снесено.

- Искра — расположен на Грэсе, на данный момент там находятся несколько иных заведений.

- Симферополь

- Илюша — в 1980 г. на улице Гагарина, рядом с кинотеатром «Космос», в самолёте Ил-18 появился детский кинотеатр.